# بازی‌ساز

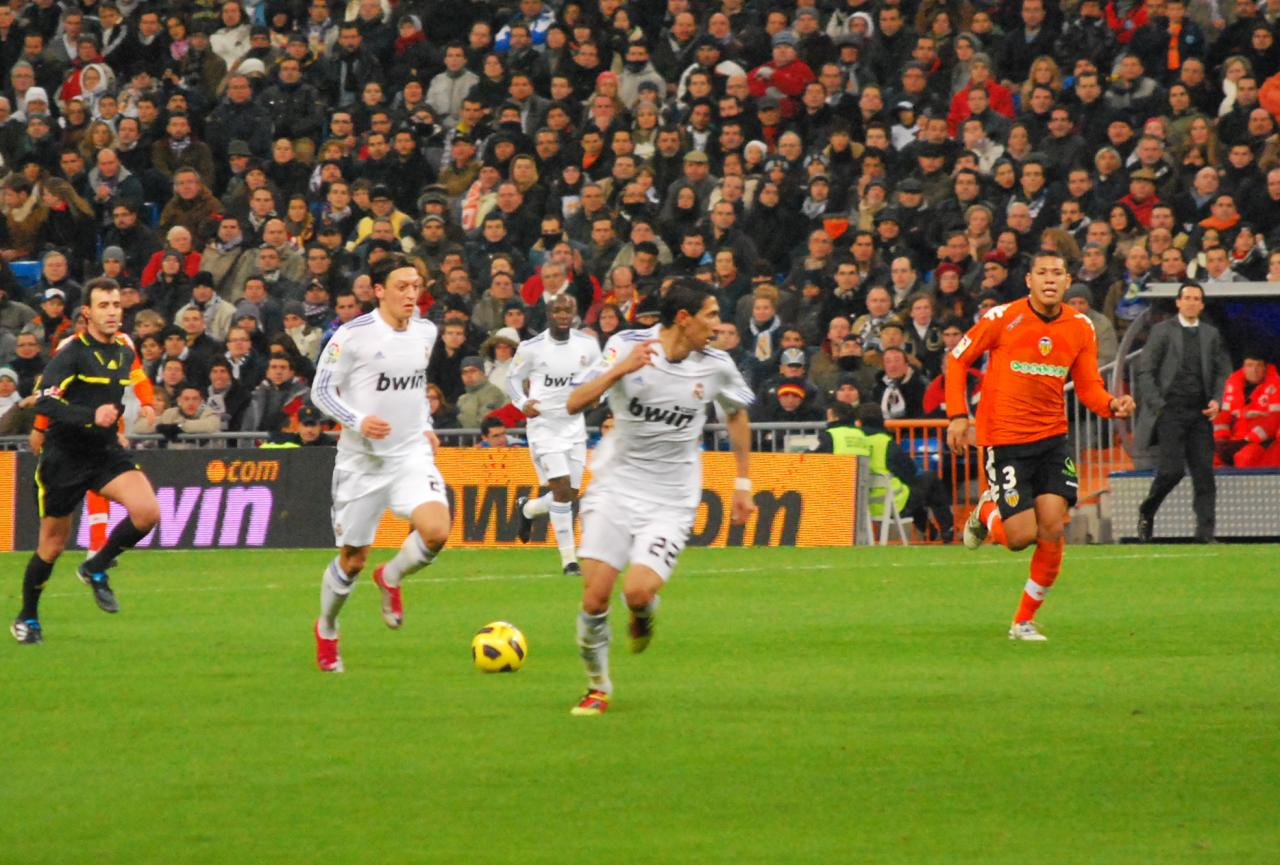
مسعود اوزیل (چپ) بازی‌ساز رئال مادرید در حال طرح‌ریزی یک حمله

بازی‌ساز یا پلی‌میکر (به انگلیسی: Playmaker) در فوتبال به بازیکنی گفته می‌شود که طراح و پی‌ریزی‌کننده اصلی حمله‌های تیم است و معمولاً در میانه زمین بازی می‌کند. بازی‌سازها در محدوده میانی زمین آزادی عمل زیادی دارند و معمولاً از نظر تماشاگران جذاب بازی می‌کنند.
در خصوص این که شرح وظایف و خصوصیات یک بازی‌ساز چیست، در سال‌های اخیر نظرات متعددی وجود داشته‌است. مهارت‌هایی مانند پاس‌دادن، قدرت تصمیم‌گیری، هوش تاکتیکی، تحرک و خونسردی توأم با تسلط از ویژگی‌هایی است که برای یک بازی‌ساز خوب ذکر می‌شود. در دوران بازیگری ژاوی هرناندز در باشگاه فوتبال بارسلونا وی لقب مهندس را از سوی، طرفدارن فوتبال دریافت کرده بود که اشاره به دقت و خلاقیت قوی وی در میانه میدان داشت. 

## انواع بازی‌ساز
در گذشته بیشتر بازیکنانی که وظیفه بازی‌سازی را بر عهده داشتند، هافبک هجومی یا به اصطلاح شماره ۱۰ سنتی بودند. به این بازیکنان در اصطلاح فوتبال ایتالیا تری‌کوآرتیستا (به ایتالیایی: Trequartista) گفته می‌شود. در سال‌های اخیر این بازیکنان معمولاً وظیف دارند تا پشت سر مهاجم به صورت مهاجم کاذب یا مهاجم دوم (به انگلیسی: Second Striker) توپ را در منطقه هافبک تحویل بگیرند و به جلو ببرند. این بازیکنان به خلاقیت نیاز دارند. آندرس اینیستا نمونه‌ای از چنین بازیکنانی است.
نوع مدرن‌تری از بازی‌سازها که هم‌اکنون متداول است، بازیکنانی هستند که در فوتبال ایتالیا رجیستا (به ایتالیایی: Regista) و در انگلیسی بازی‌ساز عمق‌محور (به انگلیسی: Deep-lying playmaker) نامیده می‌شوند. رجیستا درست در جلوی خط دفاعی مستقر می‌شود و مرتباً به دنبال دریافت سریع توپ از مدافعان میانی‌ست تا بازی را به سمت جلو هدایت کند. با تأکید بر کنترل توپ در فضای بین دفاع و میانه‌ی زمین و ارتباط با بازیکنان جلوتر، می‌توان این نقش را به‌عنوان یک بازی‌ساز از عمق توصیف کرد. این پیوند کلیدی میان دفاع و حمله، در نهایت با پاس‌هایش ریتم بازی را کنترل می‌کند و با مهارت‌های بالا در پخش توپ و تسلط بر آن، میدان میانی را در اختیار می‌گیرد و موقعیت‌هایی خلق می‌کند. گویی رجیستا یک «عروسک‌گردان» است. این تصویر به ما کمک می‌کند تا ریشه‌های اصطلاح «رجیستا» را بهتر درک کنیم.  یک رجیستا از جایی در عقب زمین، بازی تیمش را می‌گرداند و باید توانایی ارسال پاس‌های کوتاه و بلند صحیح داشته باشد. یک رجیستا وظایف دفاعی متعادلی دارد و نیاز به حمایت یک هافبک دفاعی قوی در کنار خود دارد. نمونه چنین بازیکنانی آندره‌آ پیرلو، سرخیو بوسکتس، مایکل کریک و ژاوی یا در فوتبال ایران سیروس قایقران، مجید نامجو مطلق، مجتبی جباری، یا سروش رفیعی نمونه‌ای از رجیستا هستند.
در گذشته که پست سوئیپر (یا لیبرو) در فوتبال متداول بود، گاهی این بازیکنان نقش بازی‌ساز را ایفا می‌کردند.
به عقیده جاناتان ویلسون تحلیلگر روزنامه گاردین، وسلی اسنایدر که وظایف یک بازی‌ساز کلاسیک را ایفا می‌کند نماینده بازی‌سازی فوتبال گذشته است.